# John H. Clifford

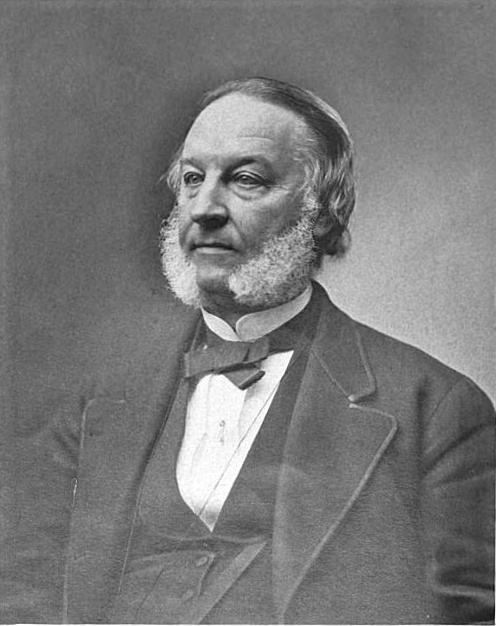
John H. Clifford

John Henry Clifford (* 16. Januar 1809 in Providence, Rhode Island; † 2. Januar 1876 in New Bedford, Massachusetts) war ein US-amerikanischer Politiker und von 1853 bis 1854 Gouverneur des Bundesstaates Massachusetts.

## Frühe Jahre und politischer Aufstieg
John Clifford besuchte bis 1827 die Brown University. Nach einem anschließenden Jurastudium wurde er 1830 als Rechtsanwalt zugelassen. Daraufhin begann er in New Bedford in seinem neuen Beruf zu arbeiten. Clifford wurde Mitglied der neugegründeten Whig Party. Im Jahr 1835 wurde er für eine Legislaturperiode in das Repräsentantenhaus von Massachusetts gewählt. Von 1836 bis 1840 gehörte er dem Beraterstab von Gouverneur Edward Everett an, zwischen 1839 und 1849 war er Bezirksstaatsanwalt für den südlichen Teil von Massachusetts. Im Jahr 1845 war er auch Mitglied des Staatssenats. Als Nächstes wurde er Attorney General seines Staates. Dieses Amt übte er zwischen 1849 und 1853 aus.

## Gouverneur von Massachusetts und weiterer Lebenslauf
Im Jahr 1852 war Clifford Spitzenkandidat seiner Partei bei den anstehenden Gouverneurswahlen. Die Wahlen ergaben keinen eindeutigen Sieger, so dass die Entscheidung im Staatssenat getroffen werden musste. Dieser entschied sich für Clifford, der damit zwischen dem 14. Januar 1853 und dem 4. Januar 1854 als Gouverneur amtieren konnte. Als Gouverneur förderte er das Handwerk und die Fischerei in seinem Staat.
Clifford bewarb sich im Jahr 1853 nicht um seine Wiederwahl. Stattdessen übernahm er noch einmal das Amt des Attorney General, das er von 1854 bis 1858 bekleidete. Nachdem sich seine Partei in den 1850er Jahren aufgelöst hatte, wurde Clifford Mitglied der Republikaner. 1859 wurde er in die American Academy of Arts and Sciences gewählt. Zwischen 1862 und 1867 saß er erneut im Staatssenat; 1862 war er Präsident dieser Kammer. Im Jahr 1868 war er einer der Wahlmänner von Ulysses S. Grant bei dessen erfolgreicher Präsidentschaftswahl. 1875 wurde er Fischereibeauftragter der Bundesregierung. John Clifford war viele Jahre im Aufsichtsrat der Harvard University. Er starb im Januar 1876. Mit seiner Frau Sarah Parker hatte John Clifford zwei Kinder.